# بدر الراجحي
بدر محمد عبد العزيز الراجحي: رجل أعمال سعودي من مواليد 13 سبتمبر، 1969. من أثرياء المملكة العربية السعودية، صنفته مجلة فوربس الأمريكية عام 2013 مع عائلته من أثرياء العالم، وصنفته مجلة «إسلاميكا» ضمن قائمة أقوى 500 مسلم على مستوى العالم.
رئيس مجلس شركة حديد الراجحي المحدودة، ونائب رئيس شركة محمد عبد العزيز الراجحي وأولاده القابضة والشركات التابعة لها، وتعد الشركة المشار إليها من أكبر شركات العالم العربي، حيث صنفتها مجلة فوربس الأمريكية في المرتبة #7 من أكثر الشركات تاثيراً في العالم العربي، وفي المرتبة #44 من قائمة أقوى الشركات في العالم العربي لعام 2015.
نائب رئيس شركة منافع القابضة، التي صنفتها وورلد فاينانس كأفضل شركة قابضة في الخليج العربي لعام 2013، وعضو مجلس إدارة مصرف الراجحي، أحد أكبر المصارف في العالم العربي، حيث صنفتها مجلة فوربس الأمريكية في المرتبة #6 من أقوى 100 شركة في العالم العربي لعام 2016، بأصول بلغت 84 مليار دولار.
يمتلك خبرة تزيد على 25 عاماً في المجالات التشغيلية والإدارية. رئيس وعضو مجلس إدارة عدة شركات استثمارية وصناعية وخيرية، منها: رئيس مجلس إدارة شركة المرطبات العالمية، رئيس مجلس إدارة شركة دعم للاستثمار العقاري، عضو مجلس إدارة الغرفة التجارية الصناعية بالرياض، رئيس مجلس إدارة أوقاف محمد بن عبد العزيز الراجحي الخيرية، وعضو مجلس إدارة الجمعية الخيرية لتحفيظ القرآن الكريم في منطقة الرياض .
حاصل على العديد من الشهادات الفنية والإدارية المتخصصة والبرامج التأهيلية والتدريبية من معاهد عالمية، كاتب رأي في عدة صحف ومجلات سعودية. له مُؤلَّف بعنوان «تجربتي مع الوقف».

## حياته وسيرته

### النشأة والمؤهلات العلمية

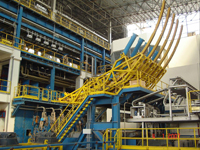
جانب من مصنع شركة حديد الراجحي.

وُلد بدر الراجحي بمدينة الرياض في الأول من رجب لعام 1389 هـ الموافق 13 سبتمبر عام 1969م، وهو أحد أبناء الراحل محمد عبدالعزيز الراجحي الذي أسس مصرف الراجحي مع إخوته عام 1957م، الذي يعد من أكبر المصارف في الشرق الأوسط. تلقى الراجحي تعليمه الأوليّ بمدارس الرياض، وبعد أن حصل على الثانوية العامة، تلقى تدريباً مكثفاً في الإستثمار، إضافة إلى العديد من البرامج المتقدمة في الإدارة العليا والتخطيط الاستراتيجي من عدة معاهد عالمية.
منحه والده في سن مبكرة حب التجارة والرصيد المعرفي في مجال العمل التجاري خاصة في المجال الصناعي، فبدأ حياته العملية كمدير عام القطاع الزراعي بمؤسسة محمد عبد العزيز الراجحي بالخرج ثم مدير عام مصنع الراجحي للألمونيوم، حيث تدرج في العديد من المناصب الهامة، إلى أن وصل لرئيس مجلس إدارة شركة حديد الراجحي المحدودة.

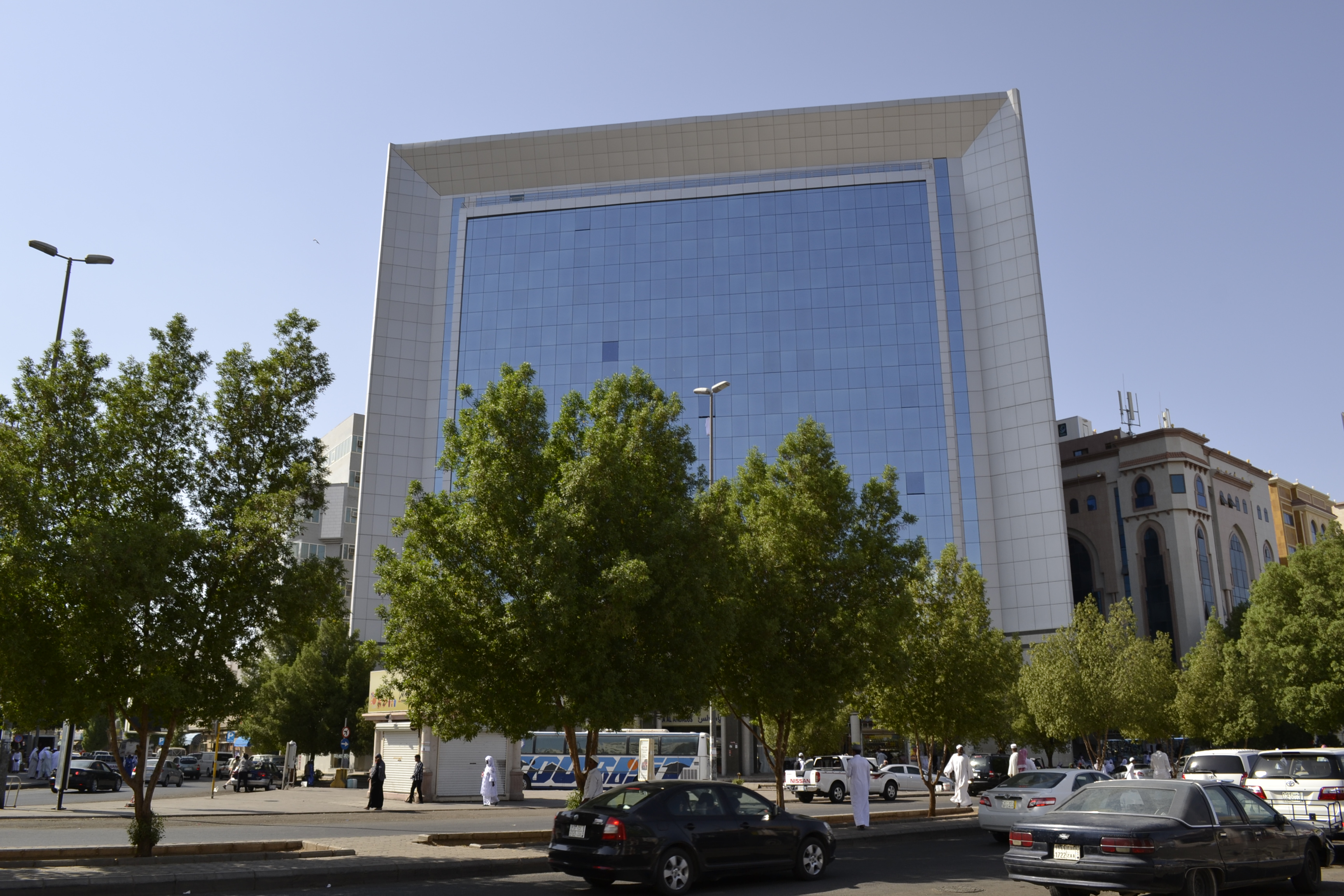
مصرف الراجحي بالمدينة المنورة.

### الحياة العملية

#### المناصب القيادية والإدارية

كتاب تجربتي مع الأوقاف.

- رئيس مجلس إدارة شركة حديد الراجحي المحدودة.
- رئيس مجلس إدارة شركة المرطبات العالمية.
- رئيس مجلس إدارة شركة دعم للاستثمار العقاري.
- نائب رئيس مجلس إدارة شركة منافع القابضة.
- رئيس مجلس إدارة شركة تكامل المتحدة للمشاريع المحدودة (سابقا).
- رئيس مجلس إدارة الشركة السعودية للتطوير السياحي (سابقا) .

#### العضويات المهنية
- عضو مجلس إدارة مصرف الراجحي.
- عضو مجلس إدارة شركة محمد عبد العزيز الراجحي وأولاده القابضة.
- عضو مجلس إدارة شركة حديد الراجحي المحدودة.
- عضو مجلس إدارة الغرفة التجارية الصناعية بالرياض.

#### العضويات الإجتماعية

شعار أوقاف محمد بن عبد العزيز الراجحي

- رئيس مجلس إدارة أوقاف محمد بن عبد العزيز الراجحي .
- عضو مجلس إدارة الجمعية الخيرية لتحفيظ القرآن الكريم في منطقة الرياض .
- رئيس اللجنة التنفيذيه بالجمعية الخيرية لتحفيظ القرآن الكريم في منطقة الرياض .
- عضو مجلس إدارة أوقاف ذرية الوالد محمد عبد العزيز الراجحي .
- عضو مجلس نظار أوقاف حملة الراجحي لخدمات الحج .
- عضو مجلس إدارة أوقاف الفقراء والمساكين للوالد محمد الراجحي .
- عضو مجلس إدارة أوقاف المساجد للوالد محمد الراجحي .
- عضو مجلس إدارة أوقاف مدارس تحفيظ القرآن الكريم للوالد محمد الراجحي .
- عضو مجلس إدارة أوقاف الأخوة والأخوات للوالد محمد الراجحي .

#### الخبرات الإدارية
- مدير عام القطاع الزراعي بمؤسسة محمد عبد العزيز الراجحي بالخرج .
- مدير عام مصنع الراجحي للألمونيوم .
- مدير عام مصنع الجزيرة للمنتجات البلاستيكية .
- مدير عام الراجحي لصناعة الأثاث .
- مدير عام المصنع السعودي للأنابيب الحرارية .
- مدير عام مصنع الراجحي لحصائر القش .
- مدير عام مصنع جوارب الأناقة .
- مدير عام مجموعة الجزيرة للأجهزة المنزلية .
- مدير عام مؤسسة محمد عبد العزيز الراجحي للتجارة والزراعة .
- مدير عام مجموعة الراجحي للجبس والإسمنت .
- مدير قطاع المشاريع بمؤسسة محمد عبد العزيز الراجحي .
- مدير الأعمال الخيرية للشيخ محمد الراجحي .